# CLRN2
CLRN2 (англ. Clarin 2) – білок, який кодується однойменним геном, розташованим у людей на 4-й хромосомі. Довжина поліпептидного ланцюга білка становить 232 амінокислот, а молекулярна маса — 25 446.
| 10         |  | 20         |  | 30         |  | 40         |  | 50         |
| ---------- |  | ---------- |  | ---------- |  | ---------- |  | ---------- |
| MPGWFKKAWY |  | GLASLLSFSS |  | FILIIVALVV |  | PHWLSGKILC |  | QTGVDLVNAT |
| DRELVKFIGD |  | IYYGLFRGCK |  | VRQCGLGGRQ |  | SQFTIFPHLV |  | KELNAGLHVM |
| ILLLLFLALA |  | LALVSMGFAI |  | LNMIQVPYRA |  | VSGPGGICLW |  | NVLAGGVVAL |
| AIASFVAAVK |  | FHDLTERIAN |  | FQEKLFQFVV |  | VEEQYEESFW |  | ICVASASAHA |
| ANLVVVAISQ |  | IPLPEIKTKI |  | EEATVTAEDI |  | LY         |  |            |

A: Аланін

C: Цистеїн

D: Аспарагінова кислота

E: Глутамінова кислота

F: Фенілаланін

G: Гліцин

H: Гістидин

I: Ізолейцин

K: Лізин

L: Лейцин

M: Метіонін

N: Аспарагін

P: Пролін

Q: Глутамін

R: Аргінін

S: Серин

T: Треонін

V: Валін

W: Триптофан

Локалізований у мембрані.